# Massazza
Massazza là một đô thị ở tỉnh Biella vùng Piedmont của nước Ý, có vị trí cách khoảng 60 km về phía đông bắc của of Torino và khoảng 4 km về phía đông nam của of Biella. Tại thời điểm ngày 31 tháng 12 năm 2004, đô thị này có dân số 534 người và diện tích là 11,7 km².
Massazza giáp các đô thị: Benna, Cossato, Mottalciata, Salussola, Verrone, Villanova Biellese.